# Takeshi Nagao
Takeshi Nagao (jap. 長尾猛司 Nagao Takeshi; ur. 7 grudnia 1943 w Tokio) – japoński zapaśnik walczący w stylu klasycznym. Olimpijczyk z Meksyku 1968, gdzie odpadł w eliminacjach w kategorii 97 kg.